# Elberfeld
Elberfeld is een stadsdeel van de Duitse stad Wuppertal met ruim 66.000 inwoners.
De eerste vermeldingen in 1161 van het gebied aan de oever van de huidige rivier de Wupper verwijzen naar "elverfelde", een veld om textiel in de zon te bleken. De burcht Elberfeld behoorde tot het aartsbisdom Keulen, ging in 1176 als pand over op de Graaf van Berg. In 1532 ontvingen de bewoners als feodale vrijheid het privilege op het bleken van garen. In de middeleeuwen groeide het door vroeg-industrialisatie uit tot een belangrijk productie- en handelscentrum van chemie, stoffen, gereedschap en wapens. De eerste officiële akten stammen uit 1610.
In 1929 werd de stad Wuppertal gevormd uit Elberfeld, Barmen en een aantal kleinere steden. Het hoofdstation van Wuppertal is in feite dat van Elberfeld.

## Wijken
Het stadsdeel is onderverdeeld in drie delen:
- Elberfeld
- Elberfeld-West
- Uellendahl-Katernberg

## Personen

### Geboren
- Caspar Sibelius (1590-1658), predikant en theoloog
- Julius Plücker (1801–1868), wis- en natuurkundige
- Johann Heinrich Pothmann (1818-1880), brandspuitmaker
- Mathilde Wesendonck (1828-1902), schrijfster, muze van Richard Wagner
- Helene Stöcker (1869-1943), seksueel hervormster, pacifiste, filosofe, publiciste, auteur en radicaal vrouwenrechtenactiviste
- Else Lasker-Schüler (1869–1945), schrijfster
- Paul Ludwig Troost (1878-1934), architect
- Hermann Schmitz (1878-1960), entomoloog, jezuïet
- Max Burchartz (1887-1961), schilder, typograaf, fotograaf en graficus
- Hans Knappertsbusch (1888-1965), dirigent
- Arno Breker (1900-1991), beeldhouwer
- Hans Singer (1910-2006), econoom
- Günter Wand (1912-2002), dirigent
- Horst Tappert (1923-2008), acteur (Derrick)
- Wolfgang Sauer (1928 - 2015), zanger, pianist, muzikant en radiopresentator
- Alice Schwarzer (1942-), journaliste, feministe en uitgeefster

### Overige inwoners
- Hermann Friedrich Kohlbrugge (1803-1875), gereformeerd theoloog
- Johann Carl Fullroth (1803-1877), HBS-leraar, natuurkundige en paleontoloog